# Aereogramme
Gli Aereogramme sono stati una band alternative rock/post rock di Glasgow, Scozia, nata nel 2000 e scioltasi nell'agosto 2007 dopo aver pubblicato quattro album.
La formazione era composta dal cantante e chitarrista Craig B., dal chitarrista Ian Cook, dal bassista Campbell McNeil e dal batterista Martin Scott.

## Storia del gruppo
Nata nell'aprile 1998, la band distribuisce due singoli nel 1999 prima di accasarsi presso la Chemikal Underground ad inizio 2000. Per l'etichetta indipendente britannica pubblicano due EP e il primo album A Story in White, nel 2001. Due anni dopo è seguito da Sleep and Release ma poco dopo la pubblicazione del terzo album intitolato Seclusion passano alla Undergrove Records. Tornano alla Chemikal nell'agosto 2006, il quarto album dal titolo My Heart Has a Wish That You Would Not Go esce nei negozi giapponesi già ad ottobre, ma dovrà attendere gennaio prima di essere commercializzato anche negli Stati Uniti e in Europa. Il titolo prende spunto dal romanzo L'esorcista di William Peter Blatty e in un'intervista il cantante Craig B. dichiarerà che il lungo tempo trascorso tra il terzo ed il nuovo album è stato causato da problemi vocali:
(Craig B.)
L'11 maggio 2007 la band ha comunicato il proprio scioglimento, avvenuto il 31 agosto successivo dopo un concerto l'esibizione del Connect Music Festival di Inveraray.
Dopo lo scioglimento Cook e Craig B. hanno formato i The Unwinding Hours, il cui primo album è stato pubblicato il 15 febbraio 2010, Scott e McNeill sono diventati tour manager rispettivamente di Biffy Clyro e The Temper Trap.

## Formazione

### Ultima
- Craig B. – voce, chitarra
- Iain Cook - chitarra
- Campbell McNeil - basso
- Martin Scott - batteria

## Discografia

### Album studio
- 2001 - A Story in White
- 2002 - Sleep and Release
- 2003 - Seclusion
- 2006 - My Heart Has a Wish That You Would Not Go

### Ep
- 2000 - Glam Cripple
- 2001 - White Paw
- 2003 - Livers & Lungs

### Singoli
- 1999 - Hatred
- 1999 - Translations

### Split album
- 2006 - In the Fishtank 14 with Isis